# نووترویتسک (شهرستان یانائولسکی، باشقیرستان)
نووترویتسک (انگلیسی: Novotroitsk, Yanaulsky District, Republic of Bashkortostan) یک شهرک در شهرستان یانائولسکی استان باشقیرستان کشور روسیه است.